# Lakshamilavan
Lakshamilavan cũng rõ Lakshami Lavan (tiếng Thái: ลักษมีลาวัณ; RTGS: Laksamilawan; 03 tháng 7 năm 1899 - ngày 29 tháng 8 năm 1961), nhũ danh Thanh bình công chúa Vanbimol Voravan (tiếng Thái: วรรณพิมล วรวรรณ; RTGS: Wanphimon Worawan) là phối ngẫu hoàng gia của vua Rama VI (Rama VI) của Xiem. Cha cô là Hoàng tử Naradhip Prapanpongse (con trai của vua Mongkut và một người thiếp), một nhà thơ nổi được chấp nhận và nghệ sĩ trong ngày.

## Cuộc sống ban đầu và hôn nhân
tên cho công chúa Lakshamilavan là Mom Chao Varnbimol Voravarn. Sinh ngày 03 tháng 7 năm 1899, cô là con gái của Hoàng tử Naradhip Prapanpongse, và Mom Luang Thad Montreekul. Cô đã được đặt cho biệt danh Thanying Tew hay Công chúa Tew (tiếng Thái: ท่านหญิงติ๋ว)
tham gia đầu tiên HM vua Rama VI là để HSH Mom Chao Vallabhadevi Voravarn, con gái của Hoàng tử Naradhip Prapanpong. Trong thời gian tham gia này, ông trở thành gần HSH chúa (Mom Chao) Varnbimol Voravarn, em gái của vị hôn thê của mình. Nhà vua, là một nhà thơ và nghệ sĩ, thay đổi tên của em gái với Mom Chao Lakshamilavan Voravarn. Ông giữ bí mật chuyện tình của mình cho tám tháng, sau thời gian đó ông ra lệnh huỷ bỏ đính hôn đầu tiên của mình và kịp thời nâng Mom Chao Lakshamilavan đến cấp bậc của Pra Ong Chao (tức là, hoàng Điện hạ) và sau đó kết hôn với cô vào năm 1922. Vào ngày 27 tháng 8 năm 1922, nhà vua tổ chức một lễ kỷ niệm của việc tặng ông danh hiệu "Pra Nang Ther" với vợ mới của mình - một danh hiệu mà là ở trên 'công chúa' nhưng dưới đây là của một nữ hoàng (xấp xỉ: "Công chúa phối ngẫu").
Như nhiều như anh yêu mến vợ mình, ưu tiên hàng đầu của nhà vua là để sản xuất một người thừa kế ngai vàng, một cái gì công chúa đã không thể làm. Một phối ngẫu, bỏ lỡ Prapai Sucharitkul, sau đó đã có thai, mà mang về cho cô danh hiệu Nữ hoàng Indrasakdi Sachi. Đáng buồn thay, nữ hoàng mới bị sẩy thai ba lần. Trong khi đó, công chúa Laksami thấy sự bất lực của mình để tạo ra một người thừa kế được, có hiệu quả, một thất bại để hoàn thành nhiệm vụ của mình như là một phối ngẫu Hoàng gia. Sau đó, cô đã chọn để "nghỉ hưu" từ vị trí của mình và di chuyển đến một cuộc sống đơn giản bên ngoài tòa án hoàng gia. Laksami chuyển đến một bất động sản cung điện nhỏ và sống cuộc sống viết vở kịch và thơ ca của mình cho các nhà hát - một món quà cô được thừa hưởng từ cha mình. Điều này đã được khuyến khích bởi chồng cũ của cô, nhà vua. Laksami sau này đã viết một lá thư dưới một bức ảnh của cô và gửi cho chồng cũ của cô với một tin nhắn mà đọc: ". Tôi trình bày rằng tình yêu không còn có thể ở trong thế giới này cho bạn"

## Cuộc sống sau cái chết của nhà vua
Sau cái chết của vua vào năm 1925, công chúa đã sống một cuộc sống cô đơn, với số ít, nếu có, tôi tớ của hoàng gia hiện nay. mặc dù họ đã từng đến nhiều trong thời gian của mình như là một phối ngẫu của hoàng gia. Sau chiến tranh, Laksami nhận thừa kế còn lại để bà được nhà vua và chuyển đến một cung điện, Laksami thự biệt thự, nằm trên đường Sri Ayudhya. Cô đã trở thành một nhà văn ghi nhận, và dịch nhiều sách phương Tây dưới bút danh "Patama Varnpimol". Gần cuối đời, ngài đã trở thành một chút thất vọng với sự tồn tại của mình và được biết đến tố cáo các thế hệ mới hơn cho hành vi hiện đại của họ. hành vi này được xem là 'un-Xiêm "của thế hệ Lakshamilavan của. Mặc dù cô đơn, cô đã cố gắng để sống cuộc sống của mình theo những cách mà cô thấy phù hợp, còn lại trang nghiêm, phù hợp với sẽ không hoàng gia. Cô cuối cùng đã trở thành một ẩn sĩ ảo trong cung điện của mình, từ chối nhận bất kỳ khách.

### sự ám sát
Vào tối ngày 29 tháng 8 năm 1961, một người làm vườn của công chúa, cố gắng ăn cắp các tài sản còn lại để bà được nhà vua, nhiều lần đánh cô trên đầu sử dụng một xà beng, trong khi cô đang làm vườn. Công chúa ngày xưa đã 62 tuổi tại thời điểm cái chết của cô. cơ thể Lakshamilavan đã được tìm thấy bởi cha cô gần một nhà để xe tại biệt thự năm ngày sau khi bị tấn công. Kẻ giết người đã cố gắng để cầm đồ trang trí ông đã bị đánh cắp từ công chúa, không biết giá trị đặc biệt của các mặt hàng. Chủ hiệu cầm đồ, đã công nhận có giá trị như tài sản của hoàng gia, thông báo cho cảnh sát. Khi bị bắt, tên sát nhân đã thú nhận. Tuy nhiên, ông từ chối kiến thức về bản sắc của công chúa, và cô là một thành viên của hoàng gia, tin rằng cô đã tổ chức một cấp bậc thấp hơn nhiều so với thực tế là trong các trường hợp.

## Titles and Styles
- Her Serene Highness Princess Vanbimol Varavarn
- Her Serene Highness Princess Lakshamilavan Varavarn
- Her Highness Princess Lakshamilavan
- Her Royal Highness Princess Lakshamilavan
- Her Royal Highness Princess Lakshamilavan, Royal Consort of King Vajiravudh

## Tổ tiên
| \| \| \| \| \| \| \| \| \| \| \| \| \| \| \| \| \| \| \| \| 16. King Buddha Yodfa Chulaloke, Rama I \| \| \| \| \| \| \| \| \| \| \| \| \| \| \| \| \| \| \| \| \| \| \| \| \| \| \| \| \| \| \| \| \| \| \| \| \| \| \| \| \| \| \| \| \| \| \| \| \| \| \| \| \| \| 8. King Buddha Loetla Nabhalai, Rama II \| \| \| \| \| \| \| \| \| \| \| \| \| \| \| \| \| \| \| \| \| \| \| \| \| \| \| \| \| \| \| \| \| \| \| \| \| \| \| \| \| \| \| \| \| \| \| \| \| \| \| \| \| \| 17. Queen Amarindra \| \| \| \| \| \| \| \| \| \| \| \| \| \| \| \| \| \| \| \| \| \| \| \| \| \| \| \| \| \| \| \| \| \| \| \| \| \| \| \| \| \| \| \| \| \| \| \| \| \| \| \| \| \| 4. King Mongkut, Rama IV \| \| \| \| \| \| \| \| \| \| \| \| \| \| \| \| \| \| \| \| \| \| \| \| \| \| \| \| \| \| \| \| \| \| \| \| \| \| \| \| \| \| \| \| \| \| \| \| \| \| \| \| \| \| 18. Ngern Saetan \| \| \| \| \| \| \| \| \| \| \| \| \| \| \| \| \| \| \| \| \| \| \| \| \| \| \| \| \| \| \| \| \| \| \| \| \| \| \| \| \| \| \| \| \| \| \| \| \| \| \| \| \| \| 9. Queen Sri Suriyendra \| \| \| \| \| \| \| \| \| \| \| \| \| \| \| \| \| \| \| \| \| \| \| \| \| \| \| \| \| \| \| \| \| \| \| \| \| \| \| \| \| \| \| \| \| \| \| \| \| \| \| \| \| \| 19. Princess Kaew, the Princess Sri Sudarak \| \| \| \| \| \| \| \| \| \| \| \| \| \| \| \| \| \| \| \| \| \| \| \| \| \| \| \| \| \| \| \| \| \| \| \| \| \| \| \| \| \| \| \| \| \| \| \| \| \| \| \| \| \| 2. Prince Voravanakara, the Prince Naradhip Prapanpongse \| \| \| \| \| \| \| \| \| \| \| \| \| \| \| \| \| \| \| \| \| \| \| \| \| \| \| \| \| \| \| \| \| \| \| \| \| \| \| \| \| \| \| \| \| \| \| \| \| \| \| \| \| \| 10. On Sirivan \| \| \| \| \| \| \| \| \| \| \| \| \| \| \| \| \| \| \| \| \| \| \| \| \| \| \| \| \| \| \| \| \| \| \| \| \| \| \| \| \| \| \| \| \| \| \| \| \| \| \| \| \| \| 5. Khian Sirivan \| \| \| \| \| \| \| \| \| \| \| \| \| \| \| \| \| \| \| \| \| \| \| \| \| \| \| \| \| \| \| \| \| \| \| \| \| \| \| \| \| \| \| \| \| \| \| \| \| \| \| \| \| \| 11. Im Sirivan \| \| \| \| \| \| \| \| \| \| \| \| \| \| \| \| \| \| \| \| \| \| \| \| \| \| \| \| \| \| \| \| \| \| \| \| \| \| \| \| \| \| \| \| \| \| \| \| \| \| \| \| \| \| 1. Princess Laksamilavan \| \| \| \| \| \| \| \| \| \| \| \| \| \| \| \| \| \| \| \| \| \| \| \| \| \| \| \| \| \| \| \| \| \| \| \| \| \| \| \| \| \| \| \| \| \| \| \| \| \| \| \| \| \| 3. Taad Montrikul \| \| \| \| \| \| \| \| \| \| \| \| \| \| \| \| \| \| \| \| \| \| \| \| \| \| \| \| \| \| \| \| \| \| \| \| \| \| \| \| \| \| \| \| \| \| \| \| \| \| \| \| |                                                          |  |  |  |  |  |  |  |  |  |  |  |  |  |  |  |
| |                                                          |  |  |  |  |  |  |  |  |  |  |  |  |  |  |  |
| | 16. King Buddha Yodfa Chulaloke, Rama I                  |  |  |  |  |  |  |  |  |  |  |  |  |  |  |  |
| |                                                          |  |  |  |  |  |  |  |  |  |  |  |  |  |  |  |
| |                                                          |  |  |  |  |  |  |  |  |  |  |  |  |  |  |  |
| | 8. King Buddha Loetla Nabhalai, Rama II                  |  |  |  |  |  |  |  |  |  |  |  |  |  |  |  |
| |                                                          |  |  |  |  |  |  |  |  |  |  |  |  |  |  |  |
| |                                                          |  |  |  |  |  |  |  |  |  |  |  |  |  |  |  |
| | 17. Queen Amarindra                                      |  |  |  |  |  |  |  |  |  |  |  |  |  |  |  |
| |                                                          |  |  |  |  |  |  |  |  |  |  |  |  |  |  |  |
| |                                                          |  |  |  |  |  |  |  |  |  |  |  |  |  |  |  |
| | 4. King Mongkut, Rama IV                                 |  |  |  |  |  |  |  |  |  |  |  |  |  |  |  |
| |                                                          |  |  |  |  |  |  |  |  |  |  |  |  |  |  |  |
| |                                                          |  |  |  |  |  |  |  |  |  |  |  |  |  |  |  |
| | 18. Ngern Saetan                                         |  |  |  |  |  |  |  |  |  |  |  |  |  |  |  |
| |                                                          |  |  |  |  |  |  |  |  |  |  |  |  |  |  |  |
| |                                                          |  |  |  |  |  |  |  |  |  |  |  |  |  |  |  |
| | 9. Queen Sri Suriyendra                                  |  |  |  |  |  |  |  |  |  |  |  |  |  |  |  |
| |                                                          |  |  |  |  |  |  |  |  |  |  |  |  |  |  |  |
| |                                                          |  |  |  |  |  |  |  |  |  |  |  |  |  |  |  |
| | 19. Princess Kaew, the Princess Sri Sudarak              |  |  |  |  |  |  |  |  |  |  |  |  |  |  |  |
| |                                                          |  |  |  |  |  |  |  |  |  |  |  |  |  |  |  |
| |                                                          |  |  |  |  |  |  |  |  |  |  |  |  |  |  |  |
| | 2. Prince Voravanakara, the Prince Naradhip Prapanpongse |  |  |  |  |  |  |  |  |  |  |  |  |  |  |  |
| |                                                          |  |  |  |  |  |  |  |  |  |  |  |  |  |  |  |
| |                                                          |  |  |  |  |  |  |  |  |  |  |  |  |  |  |  |
| | 10. On Sirivan                                           |  |  |  |  |  |  |  |  |  |  |  |  |  |  |  |
| |                                                          |  |  |  |  |  |  |  |  |  |  |  |  |  |  |  |
| |                                                          |  |  |  |  |  |  |  |  |  |  |  |  |  |  |  |
| | 5. Khian Sirivan                                         |  |  |  |  |  |  |  |  |  |  |  |  |  |  |  |
| |                                                          |  |  |  |  |  |  |  |  |  |  |  |  |  |  |  |
| |                                                          |  |  |  |  |  |  |  |  |  |  |  |  |  |  |  |
| | 11. Im Sirivan                                           |  |  |  |  |  |  |  |  |  |  |  |  |  |  |  |
| |                                                          |  |  |  |  |  |  |  |  |  |  |  |  |  |  |  |
| |                                                          |  |  |  |  |  |  |  |  |  |  |  |  |  |  |  |
| | 1. Princess Laksamilavan                                 |  |  |  |  |  |  |  |  |  |  |  |  |  |  |  |
| |                                                          |  |  |  |  |  |  |  |  |  |  |  |  |  |  |  |
| |                                                          |  |  |  |  |  |  |  |  |  |  |  |  |  |  |  |
| | 3. Taad Montrikul                                        |  |  |  |  |  |  |  |  |  |  |  |  |  |  |  |
| |                                                          |  |  |  |  |  |  |  |  |  |  |  |  |  |  |  |
| |                                                          |  |  |  |  |  |  |  |  |  |  |  |  |  |  |  |

## tham khảo
1. ↑  Voravan, Rudi. "The Story of Rudivoravan Princess of Siam" (PDF). Bản gốc (PDF) lưu trữ ngày 7 tháng 8 năm 2017. Truy cập ngày 9 tháng 9 năm 2013.
2. ↑  "Lakshami Lavan, the first consort of the King of Siam". The Winnipeg Tribune. ngày 6 tháng 1 năm 1923. Truy cập ngày 15 tháng 7 năm 2014.